# Adrien de Mortillet
Adrien de Mortillet (Genève, 5 septembre 1854 - Paris, 20 juillet 1931) est un préhistorien français, fils de Gabriel de Mortillet.

## Biographie
Il collabore très activement aux travaux de son père et participe à l'établissement des collections du Musée des antiquités nationales.
Professeur à l’École d’anthropologie de Paris, chargé du cours d'ethnographie comparée (1889), il succède en 1929 à Louis Capitan à la chaire d’anthropologie préhistorique et se fait connaître pour ses recherches sur l'art rupestre. Il fait partie du congrès de l'Association française pour l'avancement des sciences de Montauban (1902) où fut discuté l'authenticité des œuvres rupestres d'Altamira, de La Mouthe, des Combarelles, de Pair-non-Pair et de Font-de-Gaume, une visite aux Eyzies, confirmant définitivement la preuve de cet art.
Dans la bataille de l'Aurignacien, il s'oppose violemment à Henri Breuil. En 1904, il est un des fondateurs de la Société préhistorique française.

## Œuvres
- Musée préhistorique avec Gabriel de Mortillet, Paris, C. Reinwald, 1881 (lire en ligne).
- La Préhistoire, 1910